# Mercurol-Veaunes
Mercurol-Veaunes è un comune francese del dipartimento della Drôme della regione dell'Alvernia-Rodano-Alpi.
È stato creato il 1º gennaio 2016 dalla fusione dei preesistenti comuni di Mercurol e Veaunes.
Il capoluogo è la località di Mercurol.